# Josef von Báky
Josef von Báky (Zombor, Àustria-Hongria, 23 de març de 1902 - † Múnic, 28 de juliol de 1966) va ser un director de cinema hongarès. Les seves pel·lícules més conegudes són Der Ruf (1949), Die seltsame Geschichte des Brandner Kaspar (1949) i Stefanie (1958).

## Vida
Era fill de l'Oberstuhlrichter (administrador del districte) Alexius Báky i de la seva dona Blanca, de soltera Pal. Fins i tot abans de graduar-se de secundària, va treballar com a projeccionista. Josef von Báky es va graduar a la Universitat Tècnica de Budapest des de 1920. Després va dirigir un hotel al mar Adriàtic en nom d'un banc hongarès i va participar en una distribució de pel·lícules.
El 1927 es va traslladar a Berlín, va treballar com a figurant i va començar la seva carrera artística com a ajudant de direcció de Géza von Bolváry. El 1936 va debutar com a director de llargmetratges amb Intermezzo. Es va fer un nom amb drames mediambientals (Die Frau am Scheidewege, Die kleine und die große Liebe) i el 1941 va assolir el seu gran èxit comercial amb Annelie. Això va significar que se li va permetre dirigir la pel·lícula d'aniversari de la Universum Film AG Münchhausen el 1943. Erich Kästner va escriure el guió de la superproducció (encara que sota un pseudònim per falta de permís d'escriptura), Hans Albers va interpretar el paper principal i moltes estrelles de la UFA com Ilse Werner, Brigitte Horney i Leo Slezak participaren al repartiment.
Després de la Segona Guerra Mundial von Báky va fundar la Objectiv-Film GmbH, amb la qual va produir les dues trümmerfilm … und über uns der Himmel i Der Ruf, amb la que va participar al 3r Festival Internacional de Cinema de Canes. Després d'això, von Báky va continuar rodant pel·lícules socialment crítiques com Die Frühreifen, la biografia empresarial Hotel Adlon i Die seltsame Gräfin d'Edgar Wallace. Per la seva adaptació d'Kästner Das doppelte Lottchen el 1951 va guanyar el Filmband in Gold a la millor pel·lícula el 1951.
Josef von Báky estava casat amb la cantant hongaresa Julia Nemeth des de 1928.

## Filmografia
- 1936: Intermezzo
- 1938: Die kleine und die große Liebe
- 1938: Asszony a válaszúton
- 1939: Menschen vom Varieté
- 1939: Ihr erstes Erlebnis
- 1940: Der Kleinstadtpoet
- 1941: Annelie
- 1943: Münchhausen
- 1945: Via Mala
- 1947: … und über uns der Himmel
- 1949: Der Ruf
- 1949: Die seltsame Geschichte des Brandner Kaspar
- 1950: Das doppelte Lottchen
- 1953: Der träumende Mund (auch Produktion)
- 1953: Tagebuch einer Verliebten
- 1955: Du bist die Richtige
- 1955: Hotel Adlon
- 1955: Dunja
- 1956: Fuhrmann Henschel
- 1957: Robinson soll nicht sterben
- 1957: Die Frühreifen
- 1958: Stefanie
- 1958: Gestehen Sie, Dr. Corda!
- 1959: Der Mann, der sich verkaufte
- 1959: Die ideale Frau
- 1959: Marili
- 1960: Sturm im Wasserglas
- 1961: Die seltsame Gräfin